# Грецька Колегія святого Атанасія

Грецька Колегія св. Атанасія

Грецька Колегія святого Атанасія (грец. Ελληνικo Κολλεγιο Αγιου Αθανασιου, італ. Pontificio Collegio Greco di Sant’Atanasio) — навчальний заклад у Римі, заснований Папою Григорієм XIII 3 листопада 1576 року. Колегія була створена для студентів Східних католицьких церков. Більшість викладачів були італо-греками і католиками. У цій колегії навчалися провідні церковні достойники Руської унійної церкви.
У 1596–1599 рр. прибули до Колеґії св. Атанасія на філософічно-теологічні студії два студенти: Йосиф Велямин Рутський та Йоаким Мороховський. Це вони розпочинають довгий ряд своїх послідовників, яких між роками 1596–1803 було 139.
Другий період існування колегії охоплює 1845–1897 роки, себто від поновного відкриття Грецької Колеґії св. Атанасія після наполеонівських воєн — до заснування Папою Левом XIII самостійної Колеґії св. Йосафата при осідку прокуратури Отців Василіян і Київської митрополії на Piazza Madonna dei Monti у Римі.

## Студенти колегії
1. Йоаким Мороховський (1596–1603)[2]
2. Йосиф (Велямин Рутський) (1599–1603)[1]
3. Єронім (Почаповський) (1616–1619)[3]
4. Антін (Селява) (1616–1619)[4]
5. Рафаїл (Корсак) (1621–1624)[4]
6. Никифор (Лосовський) (1626–1633)[5]
7. Гавриїл (Коленда) (1636–1639)[6]
8. Кипріян (Жоховський) (1658–1664)[6]
9. Ясон (Смогожевський)
10. Єронім Стрілецький (1755–1761)
11. Фердинанд (Домброва-Ціхановський)
12. Ігнатій Филипович (1749–1800)